# Agafallosos
L'agafallosos (Anchusa arvensis), és una espècie de planta amb flors dins la família de les boraginàcies.
Addicionalment pot rebre els noms d'ancusa arvense, baldofa, borraina borda, buglossa, llengua bovina i llengua de bou. També s'han recollit les variants lingüístiques buglosa i gafallosos.

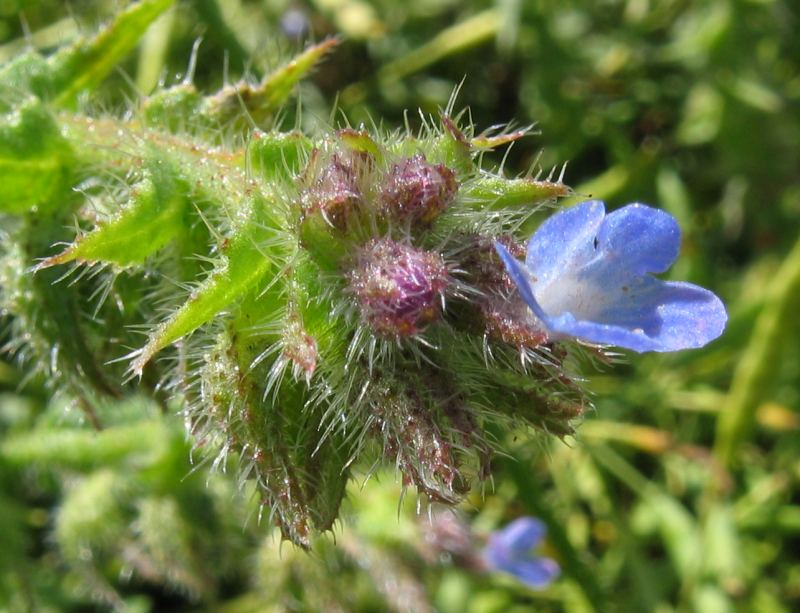
Floració

## Descripció
L'agafallosos és una planta anual de pèls aspres i tiges ascendents que fa fins a 60 cm d'alt. Les fulles són lineals a àmpliament lanceolades. Les flors en són blaves, rarament blanques, de 4-6 mm de diàmetre. Fruits en núcules. Floreix a la primavera i l'estiu.

## Hàbitat
Habita en prats de muntanya, llocs sorrencs i camps de conreu.

## Distribució
Per tot Europa incloent els Països Catalans.